# Русь (женский футбольный клуб)
«Русь» — ранее существовавший женский футбольный клуб из Москвы. Клуб выступал в Чемпионатах СССР и России.
Клуб основан в 1990 году. За два года клуб из Второй лиги СССР вышел в Высшую лигу России и завоевал серебряные медали Чемпионата 1993 года, а также стал базовым клубом студенческой сборной России на Универсиаде 1993 года в Гамильтоне, Канада.
В 1994 году из-за финансовых трудностей клуб перешёл во Вторую лигу, но в течение года завоевал путёвку в Первую лигу. С 1995 года клуб начал сотрудничать со спортивной школой «Чертаново», что нашло отражение в названии клуба. В 1998 и 1999 годах клуб завоевывал путёвку в Высший дивизион, но не выходил туда, так как в Высшем дивизионе уже выступала команда «Чертаново». В 2000 году команда отказалась от сотрудничества с «Чертаново» и вновь завоевала путёвку в Высшую лигу, но из-за финансовых трудностей клуб прекратил существование.

## Достижения

### Титульные
- Серебряный призёр Чемпионата России: 1993
- Победитель Второй лиги СССР: 1991
- Победитель Первого дивизиона: 1998 и 2000
- 4-е место Второй лиги: 1994
- 1/4 финала Кубка СССР: 1991
- 1/2 финала Кубка России: 1998

### Матчевые
- самые крупные победы:
  - в Высшей лиге чемпионата России над клубом «Россия» (Хотьково) 10:0 (1993) (Елена Кононова и Елена Цуркан забили по 3 гола)
  - во Второй лиге России над клубом «Университет» (Москва) 7:1 (1994)
  - в Кубке СССР над клубом «Штурм» (Питкяранта) 3:1 и над клубом РАФ (Елгава) 2:0 (1991)
  - в Кубке России над клубом «Университет» (Москва) 17:0 (1992)
- самые крупные поражения:
  - в Высшей лиге Чемпионата России от клуба «Калужанка» 2:3 и 1:2, от клубов «СКИФ-Фемина» и «Энергия» 0:1 (1993)
  - во Второй лиге России от клуба КАМАЗ-АЗ (Набережные Челны) 0:8 (1994)
  - в Кубке России от клуба «Рязань-ТНК» 1:15 (1998)

## Статистика выступлений (Чемпионаты СССР и России)
без учёта мячей забитых в сериях послематчевых пенальти
с учётом технических результатов

| Сезон                                         | Клуб                                          | Чемпионат СССР                                | Чемпионат СССР                                | Чемпионат СССР                                | Чемпионат СССР | Чемпионат СССР | Чемпионат СССР | Чемпионат СССР | Чемпионат СССР | Чемпионат СССР | Чемпионат СССР | Чемпионат СССР | Кубок         | Источники   |
| Сезон                                         | Клуб                                          | Лига/Дивизион                                 | Этап                                          | Место                                         | И              | В              | Н              | П              | МЗ             | МП             | РМ             | О              | Кубок         | Источники   |
| --------------------------------------------- | --------------------------------------------- | --------------------------------------------- | --------------------------------------------- | --------------------------------------------- | -------------- | -------------- | -------------- | -------------- | -------------- | -------------- | -------------- | -------------- | ------------- | ----------- |
| 1991                                          | Русь                                          | Вторая лига                                   | Третья зона                                   | 1 из 6                                        | 10             | 10             | 0              | 0              | 78             | 2              | +76            | 20             | ¼ финала      | [ 2 ] [ 3 ] |
| 1991                                          | Русь                                          | Вторая лига                                   | Финал                                         | 1 из 3                                        | 2              | 2              | 0              | 0              | 2              | 0              | +2             | 4              | ¼ финала      | [ 2 ] [ 3 ] |
| 1991                                          | Русь                                          | Вторая лига                                   | Вторая лига 1991 (Итог)                       | 1 из 3                                        | 12             | 12             | 0              | 0              | 80             | 2              | +78            | 24             | ¼ финала      | [ 2 ] [ 3 ] |
|                                               |                                               | Чемпионат России                              |                                               |                                               |                |                |                |                |                |                |                |                |               |             |
| 1992                                          | Русь                                          | Первая лига                                   | —                                             | 2 из 13                                       | 24             | 17             | 5              | 2              | 56             | 6              | +50            | 39             | ¼ финала      | [ 2 ] [ 4 ] |
| 1992                                          | Русь                                          | Первая лига                                   | Дополнительный матч за 1-е место              | 2                                             | 1              | 0              | 1              | 0              | 1              | 1              | 0              | —              | ¼ финала      | [ 2 ] [ 4 ] |
| 1992                                          | Русь                                          | Первая лига                                   | Первая лига 1992 (Итог)                       | 2 из 13                                       | 25             | 17             | 6              | 2              | 57             | 7              | +50            | —              | ¼ финала      | [ 2 ] [ 4 ] |
| 1993                                          | Русь                                          | Высшая лига                                   | —                                             | из 12                                         | 22             | 14             | 4              | 4              | 41             | 13             | +28            | 32             | ¼ финала      | [ 2 ] [ 5 ] |
| 1994                                          | Русь                                          | Вторая лига                                   | Основной турнир, Западная зона                | 3 из 9                                        | 16             | 9              | 3              | 4              | 37             | 26             | +11            | 21             | ⅛ финала      | [ 6 ]       |
| 1994                                          | Русь                                          | Вторая лига                                   | Переходный турнир                             | 4 из 4                                        | 3              | 0              | 0              | 3              | 3              | 10             | -7             | 0              | ⅛ финала      | [ 6 ]       |
| 1994                                          | Русь                                          | Вторая лига                                   | Вторая лига 1994 (Итог)                       | 4 из 4                                        | 19             | 9              | 3              | 7              | 40             | 36             | +4             | 21             | ⅛ финала      | [ 6 ]       |
| 1995                                          | Русь-Чертаново                                | Первая лига                                   | —                                             | 6 из 10                                       | 18             | 7              | 2              | 9              | 29             | 40             | -11            | 23             | 1/16 финала   | [ 7 ] [ 8 ] |
| 1996                                          | Русь-Чертаново                                | Первая лига                                   | —                                             | 5 из 6                                        | 10             | 2              | 1              | 7              | 10             | 29             | -19            | 7              | не участвовал | [ 9 ]       |
| 1997                                          | Русь-Чертаново                                | Первая лига                                   | —                                             | 2 из 6                                        | 10             | 7              | 1              | 2              | 34             | 7              | +27            | 22             | 1/16 финала   | [ 10 ]      |
| 1998                                          | Русь-Чертаново                                | Первый дивизион                               | —                                             | 1 из 7                                        | 12             | 10             | 1              | 1              | 53             | 3              | +50            | 31             | ½ финала      | [ 11 ]      |
| 1999                                          | Русь-Чертаново                                | Первый дивизион                               | 1 этап                                        | 3 из 7                                        | 12             | 7              | 2              | 3              | 24             | 14             | +10            | 23             | не участвовал | [ 12 ]      |
| 1999                                          | Русь-Чертаново                                | Первый дивизион                               | Турнир за 1 место                             | 2 из 6                                        | 6              | 2              | 2              | 2              | 13             | 19             | -6             | 8              | не участвовал | [ 12 ]      |
| 1999                                          | Русь-Чертаново                                | Первый дивизион                               | Первый дивизион 1999 (Итог)                   | 2 из 6                                        | 18             | 9              | 4              | 5              | 37             | 33             | +4             | 15             | не участвовал | [ 12 ]      |
| 2000                                          | Русь                                          | Первый дивизион                               | —                                             | 1 из 4                                        | 12             | 10             | 2              | 0              | 64             | 7              | +57            | 32             | ⅛ финала      | [ 13 ]      |
| 2001                                          | Русь                                          | —                                             | —                                             | —                                             | —              | —              | —              | —              | —              | —              | —              | —              | ОТ            | [ 14 ]      |
| Итого Вторая лига СССР (1 сезон)              | Итого Вторая лига СССР (1 сезон)              | Итого Вторая лига СССР (1 сезон)              | Итого Вторая лига СССР (1 сезон)              | Итого Вторая лига СССР (1 сезон)              | 12             | 12             | 0              | 0              | 80             | 2              | +78            |                |               |             |
| Итого Первая лига/Первый дивизион (7 сезонов) | Итого Первая лига/Первый дивизион (7 сезонов) | Итого Первая лига/Первый дивизион (7 сезонов) | Итого Первая лига/Первый дивизион (7 сезонов) | Итого Первая лига/Первый дивизион (7 сезонов) | 105            | 62             | 17             | 26             | 284            | 126            | +158           |                |               |             |
| Итого Высшая лига (1 сезон)                   | Итого Высшая лига (1 сезон)                   | Итого Высшая лига (1 сезон)                   | Итого Высшая лига (1 сезон)                   | Итого Высшая лига (1 сезон)                   | 22             | 14             | 4              | 4              | 41             | 13             | +28            |                |               |             |
| Итого Вторая лига (1 сезон)                   | Итого Вторая лига (1 сезон)                   | Итого Вторая лига (1 сезон)                   | Итого Вторая лига (1 сезон)                   | Итого Вторая лига (1 сезон)                   | 19             | 9              | 3              | 7              | 40             | 36             | +4             |                |               |             |
| Всего                                         | Всего                                         | Всего                                         | Всего                                         | Всего                                         | 158            | 97             | 24             | 37             | 445            | 177            | +268           |                |               |             |

1. 1 2 3 4  В сезонах 1989—1994 очки начислялись таким образом: 2 очка за победу, 1 за ничью и 0 за поражение
2. ↑  после сезона 1993 «Русь» в связи с финансовыми трудностями перешла во Вторую лигу 1994
3. ↑  с сезона 1995 по сезон 1999 «Русь» была фарм-клубом «Чертаново» и выступала в Первой лиге/Дивизионе под названием «Русь-Чертаново»
4. 1 2  в сезонах 1998—1999 молодёжная команда «Русь-Чертаново» оставалась в Первом дивизионе, потому что являлась фарм-клубом «Чертаново»
5. ↑  в сезоне 1999 итоговое количество очков определялось по сумме очков, набранных в матчах 2-го этапа и бонусных очков, набранных в матчах 1-го этапа с командами, которые вышли во 2-й этап из той же половины команд в верхней или нижней части таблицы 1-го этапа
6. ↑  после сезона 2000 «Русь» в связи с финансовыми трудностями прекратила существование в межсезонье

### Кубок СССР/России
без учёта мячей забитых в сериях послематчевых пенальти
без учёта технических результатов

| Сезон                            | Кубок СССР   | Кубок СССР | Кубок СССР | Кубок СССР | Кубок СССР | Кубок СССР | Кубок СССР | Кубок СССР  |
| Сезон                            | И            | В          | Н          | П          | МЗ         | МП         | РМ         | Итог        |
| -------------------------------- | ------------ | ---------- | ---------- | ---------- | ---------- | ---------- | ---------- | ----------- |
| 1991                             | 5            | 2          | 3          | 0          | 5          | 1          | +4         | ¼ финала    |
|                                  | Кубок России |            |            |            |            |            |            |             |
| 1992                             | 3            | 2          | 0          | 1          | 18         | 1          | +17        | ¼ финала    |
| 1993                             | 3            | 2          | 0          | 1          | 9          | 3          | +6         | ¼ финала    |
| 1994                             | —            | —          | —          | —          | —          | —          | —          | ⅛ финала    |
| 1995                             | 1            | 0          | 0          | 1          | 0          | 8          | -8         | 1/16 финала |
| 1997                             | 1            | 0          | 1          | 0          | 3          | 3          | 0          | 1/16 финала |
| 1998                             | 3            | 1          | 0          | 2          | 5          | 18         | -13        | ½ финала    |
| 2000                             | 3            | 2          | 0          | 1          | 21         | 4          | +17        | ⅛ финала    |
| 2001                             | 2            | 2          | 0          | 0          | 8          | 3          | +5         | ОТ          |
| Всего в Кубке России (8 сезонов) | 16           | 9          | 1          | 6          | 64         | 40         | +24        |             |

1. ↑  в кубке СССР 1991 неизвестны результаты первого отборочного тура
2. ↑  снялся
3. ↑  в сезоне 1998 «Русь-Чертаново» снялась после первого матча полуфинала с рязанской ВДВ
4. ↑  в сезоне 2001 «Русь» снялась после отборочного тура в результате расформирования

Молодёжная команда
В 1992 году была предпринята попытка создать молодёжную команду «Русь—2». Команда проиграла в первом отборочного туре розыгрыша Кубка России 1992: «Локомотиву» Москва (0:4) и «Траско» Москва (0:5). По итогам сезона команда заняла предпоследнее место во Второй лиге 1992 и от данной команды было принято решение отказаться.

## Известные игроки
- Наталья Авдонченко (мс) — включалась в список «33 лучшие футболистки по итогам сезона» 1993[15]
- Татьяна Бикейкина (мс)
- Наталья Бундуки (Молдавия ) — включалась в список «33 лучшие футболистки по итогам сезона» 1993[15]
- Октябрина Жандарова (мс)
- Елена Кононова (мс) — включалась в список «33 лучшие футболистки по итогам сезона» 1993[15]
- Татьяна Кучер (мс) — включалась в список «33 лучшие футболистки по итогам сезона» 1992[16] и 1993[15]
- Мария Мерзликина (мс) — включалась в список «33 лучшие футболистки по итогам сезона» 1992[16] и 1993[15]
- Светлана Петько (мс) — включалась в список «33 лучшие футболистки по итогам сезона» 1993[15]
- Марина Пронина (мс)
- Алла Сметанина (мс) — включалась в список «33 лучшие футболистки по итогам сезона» 1993[15]
- Елена Фомина (змс)
- Елена Цуркан (Молдавия )
- Ксения Цыбутович (мсмк)

## Бомбардиры
- в Высшей лиге[2]: Бундуки—14, Кононова—13, Бикейкина и Цуркан по 4, Мерзликина—3, Жандарова—2 (и один автогол).
- за сезон[2] (1993): Кононова—18 (Чемпионат—13 и Кубок—5).
- бомбардир[2]: Ванечкина—19. В 1994 году во Второй лиге — 15 и в 1995 году в Первой лиге — 4.
- в последнем сезоне 2000 года бомбардиром команды была Е.Макаренко — 14 (игрок сборной России (до 18 лет))[17].